# Тельдау
Тельдау (нем. Teldau) — община в Германии, в земле Мекленбург-Передняя Померания.
Входит в состав района Людвигслуст. Подчиняется управлению Бойценбург-Ланд.  Население составляет 919 человек (на 31 декабря 2010 года). Занимает площадь 27,35 км².
Коммуна подразделяется на 9 сельских округов.
На выборах 2019 года все 10 мест на пропорциональных выборах по открытым спискам получил избирательный блок Группы избирателей за Тельдау, состоящий из нескольких человек.